# Domobianca
Domobianca è una stazione sciistica della provincia del Verbano-Cusio-Ossola.

## Storia della stazione

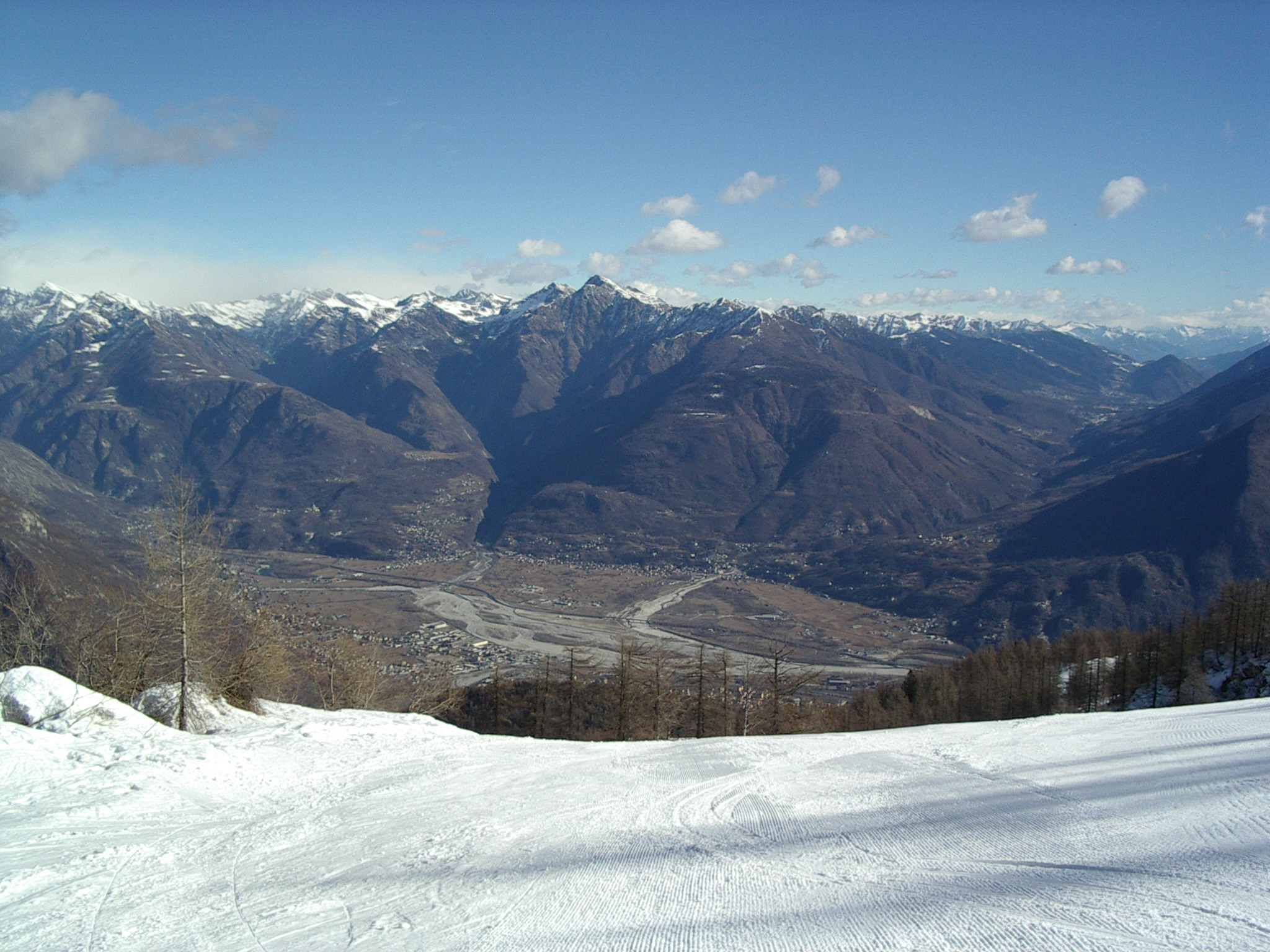
Vista dei monti dell'Ossola da Domobianca

Domobianca è una stazione sciistica compresa tra i 1088 m s.l.m. e 1845 m s.l.m., che rappresenta  l'insieme di un gruppo di alpeggi situati sopra la città di Domodossola. La strada raggiunge solo l'alpeggio più basso, l'Alpe Lusentino, da qui varie seggiovie e skilift conducono sino ai Pianali, il punto più elevato della stazione sciistica, posto ai piedi della vetta del Moncucco. Le piste sono 13, lunghe complessivamente 21 km. 

Lo sci a Domobianca nasce negli anni '70, quando si inizia a pensare alla costituzione della stazione sciistica di Domodossola. L'area individuata per la creazione della stazione fu quella corrispondente al versante nord orientale del Moncucco (1896 m s.l.m.). Gli impianti sarebbero dovuti partire dall'Alpe Lusentino, dove terminava la strada carrozzabile ed avrebbero dovuto raggiungere i Pianali, un pianoro posto immediatamente sotto la vetta del Moncucco. Fu così che partirono i lavori per la creazione degli impianti di risalita, la cui costruzione fu commissionata alla ditta Leitner di Vipiteno. Nel 1978 venne inaugurata la nuova stazione sciistica, che all'epoca comprendeva le seggiovie Motti, Prel e la sciovia Pianali. Nel 1980, sempre ad opera della ditta Leitner venne costruita anche una sciovia Baby all'Alpe Foppiano, località in cui arrivava la seggiovia Motti e da cui partiva la seggiovia Prel, che conduceva poi alla sciovia Pianali, la quale raggiungeva l'omonima località ai piedi della vetta del Moncucco. Negli anni '80 e '90 la stazione registrò un buon afflusso di sciatori, subendo tuttavia la concorrenza delle altre stazioni sciistiche ossolane e inverni con scarse nevicate. Nel terzo millennio, la stazione invernale di Domobianca-Alpe Lusentino ha puntato ad effettuare un deciso salto di qualità, tramite l'introduzione dell'innevamento programmato, indispensabile per mantenere aperte tutto l'inverno le piste meno in quota, e di nuovi impianti. Nel 2004, infatti, presso i Pianali è stata riposizionata una sciovia Leitner, con lo scopo di permettere agli sciatori una maggiore frequentazione della zona meglio innevata del comprensorio. Il vero salto di qualità, Domobianca, lo fa però nel 2006, quando usufruendo dei finanziamenti che la Regione Piemonte concede grazie alle Olimpiadi di Torino 2006, vede alcune gradite novità entrate in funzione. L'innevamento programmato viene ampliato su quasi tutte le piste e vengono costruite due nuove seggiovie biposto. I due impianti, entrambi realizzati dalle ditte CT & Sacif, sono di notevole importanza per la stazione. La seggiovia Torcelli, ha preso il posto della sciovia Pianali, smantellata in seguito alla costruzione di quest'impianto, mentre la seggiovia Casalavera ha permesso un ampliamento del comprensorio, su un versante fino a quel momento poco frequentato. Nel 2007, è inoltre entrato in funzione l'impianto per lo sci in notturna sulle piste Prel e Prati. Queste novità hanno portato Domobianca ad essere una delle migliori e più frequentate stazioni del comprensorio Neveazzurra, che comprende tutte le località sciistiche del VCO.

## Impianti di risalita
- Seggiovia Motti, costruita dalla ditta Leitner nel 1978
- Seggiovia Prel, costruita dalla ditta Leitner nel 1978
- Seggiovia Torcelli, costruita dalla ditte Ceretti Tanfani & Sacif nel 2006
- Seggiovia Casalavera, costruita dalla ditte Ceretti Tanfani & Sacif nel 2006
- Skilift Moncucco, costruito dalla ditta Leitner (acquistato e riposizionato nel 2004)
- Skilift Baby Foppiano, costruito dalla ditta Leitner nel 1980
- Tapis Roulant Baby 1, costruito nel 2011
- Tapis Roulant Baby 2, costruito nel 2011

### Piste di sci alpino

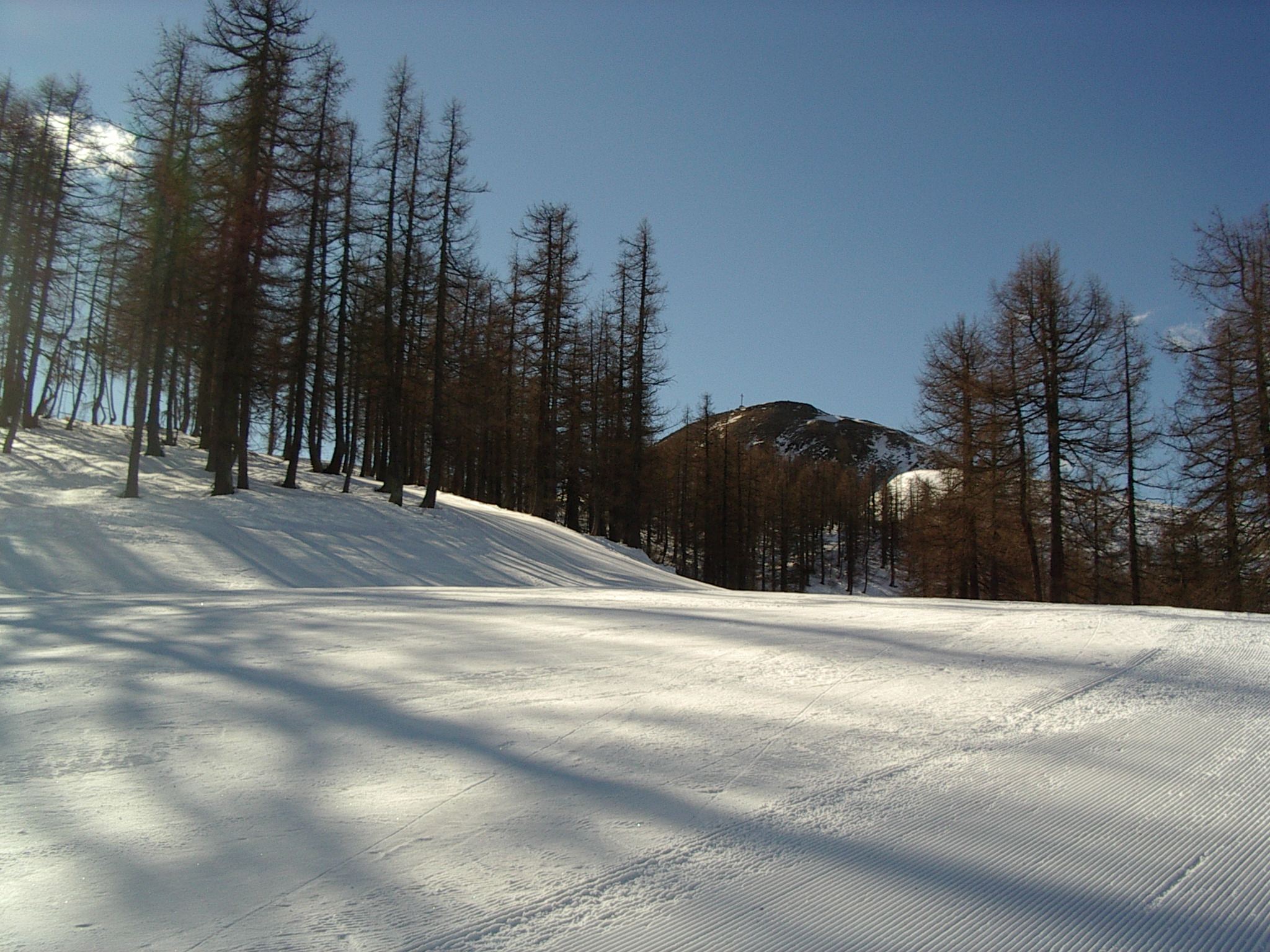
Una pista di Domobianca

Ecco un elenco delle piste di Domobianca. 

Piste servite dalla seggiovia Motti (1088-1258 m)
- Prati (illuminazione per lo sci in notturna)

Piste servite dalla seggiovia Prel (1254-1700 m)
- Prel (illuminazione per lo sci in notturna)
- Muro Torcelli

Piste servite dalla seggiovia Torcelli (1447-1755 m)
- Selva Grande
- Slalom
- Piroia

Piste servite dalla seggiovia Casalavera (1609-1845 m)
- Lavancale
- Slalom bis
- Pilone
- Direttissima

Piste servite dallo skilift Moncucco (1724-1833 m)
- Training

Piste servite dallo skilift Baby (1124-1300 m)
- Baby